# جهاز أمن الدولة (كازاخستان)
جهاز حرس الدولة لجمهورية كازاخستان' (بالقازاقية: Қазақстан Республикасы Мемлекеттік күзет қызметі، Qazaqstan Respublikasy)‏ هي وكالة خدمات حماية تحت قيادة رئيس كازاخستان، وتتعلق بقوات الأمن الوطني. تأسست في عام 2014 على أساس جهاز الأمن الرئاسي والحرس الجمهوري. رئيسها الحالي هو العقيد ساكن إيسابيكوف.

## روابط خارجية
- "Official Website" (بالقازاقية). Archived from the original on 2020-10-30.[وصلة مكسورة]
- "Official Website". مؤرشف من الأصل في 2020-09-27. اطلع عليه بتاريخ 2025-01-24.
- "Official Website" (بالروسية). Archived from the original on 2018-08-26. Retrieved 2025-01-24.
- "Official Youtube Channel". Youtube. مؤرشف من الأصل في 2024-12-16. اطلع عليه بتاريخ 2025-01-24.